# Der Stechlin
Der Stechlin is een roman van Theodor Fontane. Het boek werd geschreven van 1895 tot 1897 en werd in 1897 als feuilleton gepubliceerd in het tijdschrift Über Land und Meer. De eerste boekversie verscheen in 1899. Der Stechlin is de laatste grote roman van Fontane. De hoofdpersoon, de oude Dubslav von Stechlin, draagt dezelfde naam als het nabijgelegen meer, dat echt bestaat en stemmig ligt in het Brandenburger land. De roman speelt in de tijd waarin deze geschreven werd. Lichtvoetige conversaties en diepgaande gesprekken roepen de melancholie op van een laat tijdperk, vol scepsis, maar zonder agressie. De met sympathie geschetste hoofdpersoon heeft trekken van zijn schepper, die in het jaar na de publicatie overleed.

## Inhoud

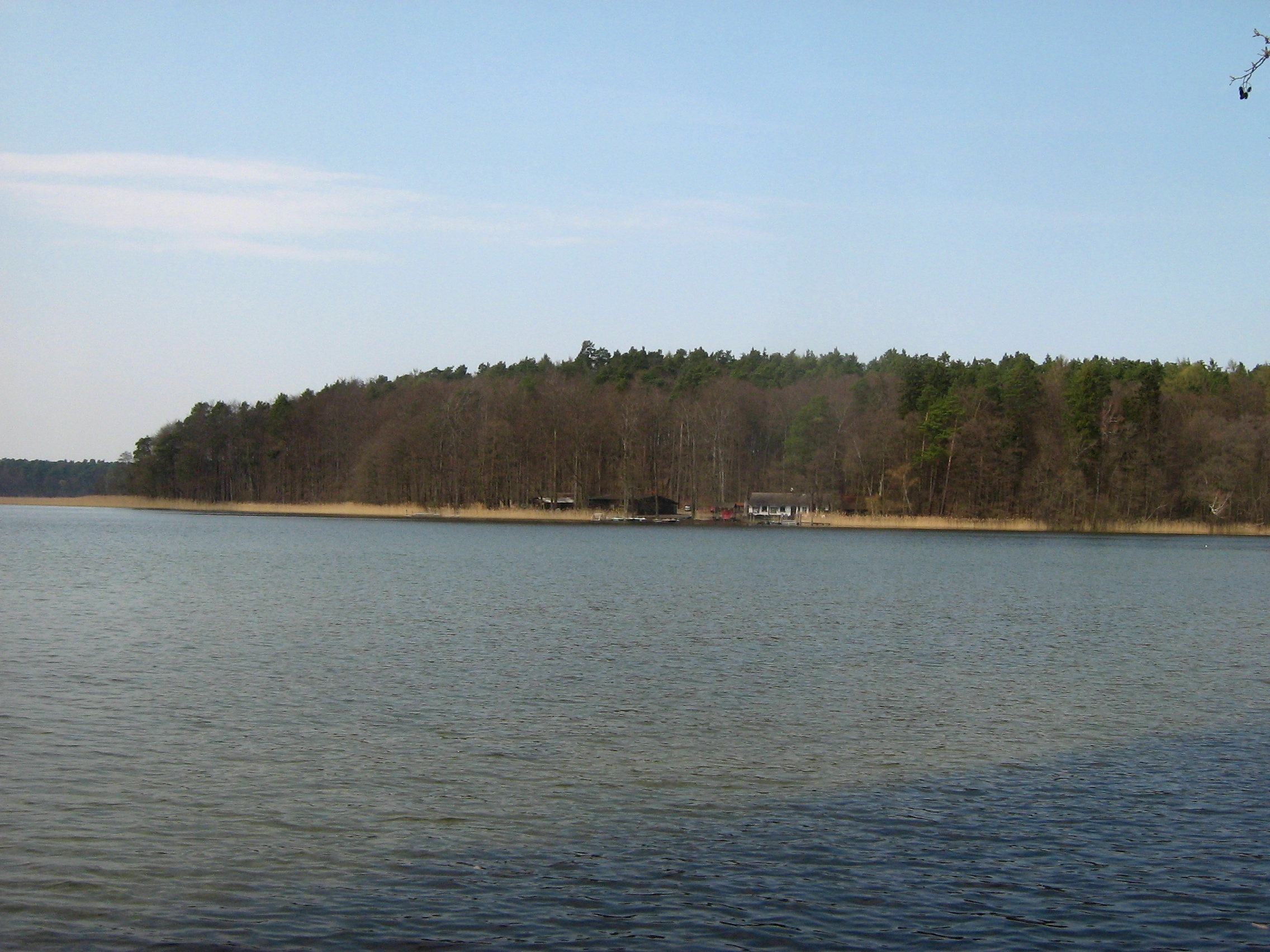
De Grote Stechlin.

Het boek speelt zich af rond het oude Brandenburger, adellijke geslacht Von Stechlin, dat woont aan de Grote Stechlin in het Land Ruppin. Er is weinig actie in de roman. Fontane beschreef zelf ironisch wat er in het boek aan handeling is: Aan het eind sterft een oude man en twee jonge mensen trouwen; – dat is ongeveer alles wat er op 500 bladzijden gebeurt."
De circa 65-jarige majoor buiten dienst en weduwnaar Dubslav von Stechlin leeft op het slot Stechlin. Hij heeft een vriendelijk karakter en "hoorde graag een vrijmoedige opinie, hoe uitgesprokener en extremer, hoe beter." Zijn enige zoon Woldemar, gardeofficier in Berlijn, brengt hem samen met zijn legervrienden Rex en Von Czako een bezoek. Er komen steeds meer mensen binnen, waaronder Dubslavs tien jaar ouder zus Adelheid, die een damesstift leidt in het nabijgelegen klooster Wutz, en dominee Lorenzen, zodat er veel gesprekken worden gevoerd. Waar Adelheid betrekkelijk strikt in de leer is, geeft Lorenzen blijk van sociaaldemocratische opvattingen en toont zich een aanhanger van de Portugese dichter-pedagoog João de Deus. De actualiteit wordt besproken en vooral worden de oude conservatieve standpunten afgewogen tegen de nieuwe, liberale en sociaaldemocratische trends. Op hun terugreis naar Berlijn brengen de gasten samen met Dubslav een bezoek aan diens zuster in het klooster Wutz.

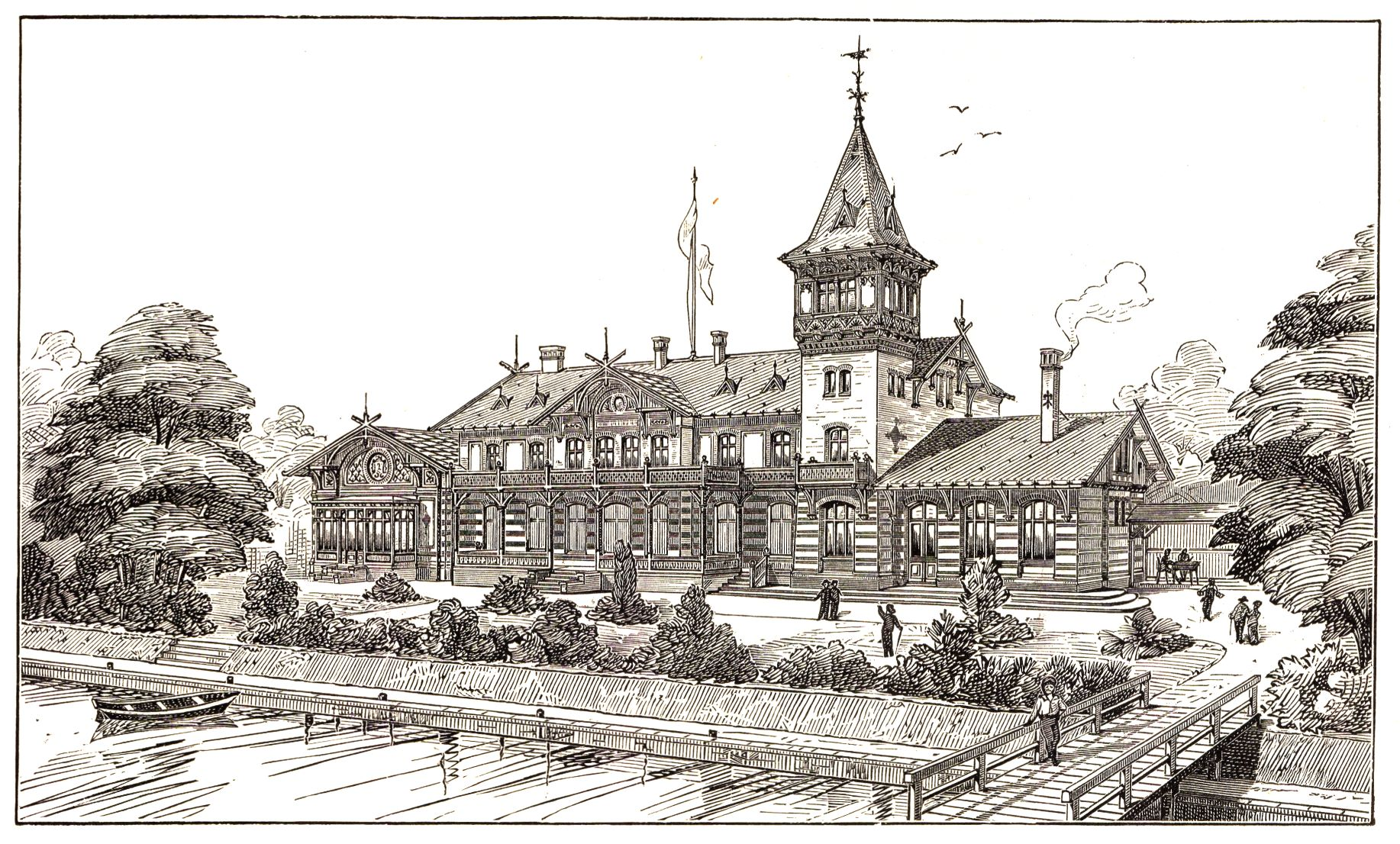
De uitspanning "Eierhäuschen" aan de Spree (1896).

In Berlijn woont de graaf Barby, eveneens weduwnaar, met zijn twee dochters. Melusine is over de 30 en is gescheiden na een kort huwelijk waaraan ze de achternaam Ghiberti heeft overgehouden. Zij is goed ontwikkeld en verdedigt vrijmoedig en met humor haar eigen mening. Haar jongere zuster Armgard is stil en treedt zelden op de voorgrond. Woldemar komt geregeld op bezoek bij de familie, gefascineerd als hij is door zowel de graaf, die hem aan zijn vader doet denken, als door de beide jonge vrouwen. Melusine heeft belangstelling voor Dubslav en voor de geheimzinnige verhalen over de Stechlinsee. Zij nodigt Woldemar uit voor een tochtje met de raderboot naar de uitspanning "Eierhäuschen" aan de Spree, samen met haar vader, haar zus en een adellijk echtpaar dat bij de familie Barby op bezoek is. Aan het eind van de tocht laat Melusine doorschemeren dat er een verloving zit aan te komen.
Kort daarop wordt Dubslav op een verkiezingsbijeenkomst in Stechlin gekozen als conservatieve kandidaat voor een vrijgekomen zetel in de Rijksdag. De verkiezingen vinden plaats in het kieslokaal in Rheinsberg. Zij eindigen met een duidelijke overwinning voor de sociaaldemocratische kandidaat. Dubslav is stiekem opgelucht dat hij verloren heeft en keert terug naar Stechlin.
Bij een volgend bezoek aan graaf Barby meldt Woldemar dat hij is uitgekozen voor een "missie" naar het Britse koningshuis. Omdat graaf Barby en zijn dochters lang in Engeland hebben gewoond kunnen ze informatie met hem uitwisselen. Woldemar vertrekt voor enkele weken naar Engeland. Na zijn terugkeer bezoekt hij de familie Barby opnieuw. Armgard voelt zich al de verloofde van Woldemar nadat zij op zijn vraag of zij de voorkeur gaf aan koningin Elizabeth dan wel aan Maria Stuart, koos voor de heilige Elisabeth. Enkele dagen later verloven zij zich inderdaad. Op tweede kerstdag reizen Melusine, Armgard en Woldemar naar Stechlin. Daar vieren zij met een groot aantal gasten de verloving. Melusine vraagt Lorenzen in een gesprek onder vier ogen om voortaan een "steun en toeverlaat" voor Woldemar te zijn. De bruiloft wordt eind februari gehouden in het huis van graaf Barby.

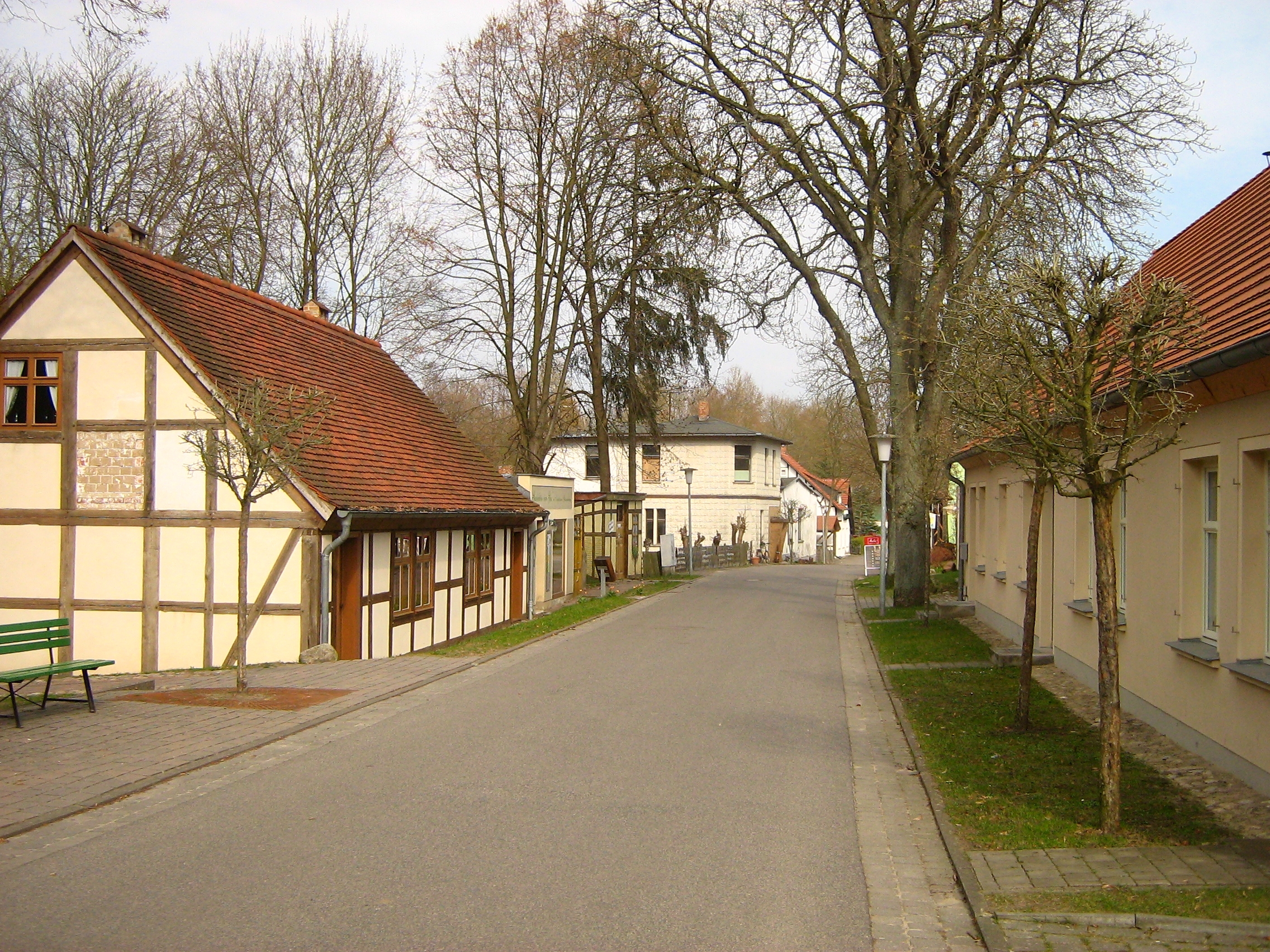
Dorpsstraat van Neuglobsow, het dorp dat model stond voor het dorp Stechlin in de roman.

Na zijn terugkeer uit Berlijn wordt Dubslav ernstig ziek, terwijl Woldemar en Armgard op huwelijksreis gaan. Adelheid bezoekt haar broer, die ook op zijn sterfbed nog zijn opgewekte karakter houdt en verlaat hem in opgewonden stemming. Ten slotte sterft Dubslav. Graaf Barby en Melusine zijn aanwezig bij de rouwdienst, die geleid wordt door dominee Lorenzen. De jonggehuwden vernemen op Capri dat Dubslav gestorven is en keren terug naar Stechlin. Hierna wonen ze korte tijd in Berlijn, maar verlangen toch weer naar Stechlin terug en gaan daar wonen. Het laatste woord is aan Melusine, die in een brief aan Lorenzen hem herinnert aan hun gesprek in Stechlin op tweede kerstdag, toen zij zei: "Al het oude, voor zover het daar aanspraak op mag maken, moeten wij beminnen, maar écht leven moeten wij voor het nieuwe."

## Interpretatie
In de roman ligt het accent niet op de handeling, maar op de talloze dialogen die de maatschappelijke realiteit tijdens de overgang van de negentiende naar de twintigste eeuw laten zien. Typerend voor Fontane is dat hij hierbij, zoals in al zijn werken, de zwakheden van zijn tijd kent en in zijn literaire beschrijving niet wegpoetst. Desondanks blijkt ook hier zijn grote sympathie voor alles waar de adel in Brandenburg voor staat. Dit wordt voorbeeldig geïllustreerd door zijn karakterisering van de oude Dubslav von Stechlin, wiens sterven tevens symbool staat voor het afscheid van de oude wereld.
Het nieuwe wordt in de roman vertegenwoordigd door de sociaaldemocratie. De roman erkent het goed recht van deze beweging, maar laat tegelijkertijd haar zwakke punten zien. In de volgende woorden van dominee Lorenzen wordt mogelijk het hoofdthema van de roman verwoord: "Niet onvoorwaardelijk alleen het nieuwe. Liever het oude, zolang het nog gaat, en het nieuwe, voor zover het nodig is."

## Fontane overDer Stechlin

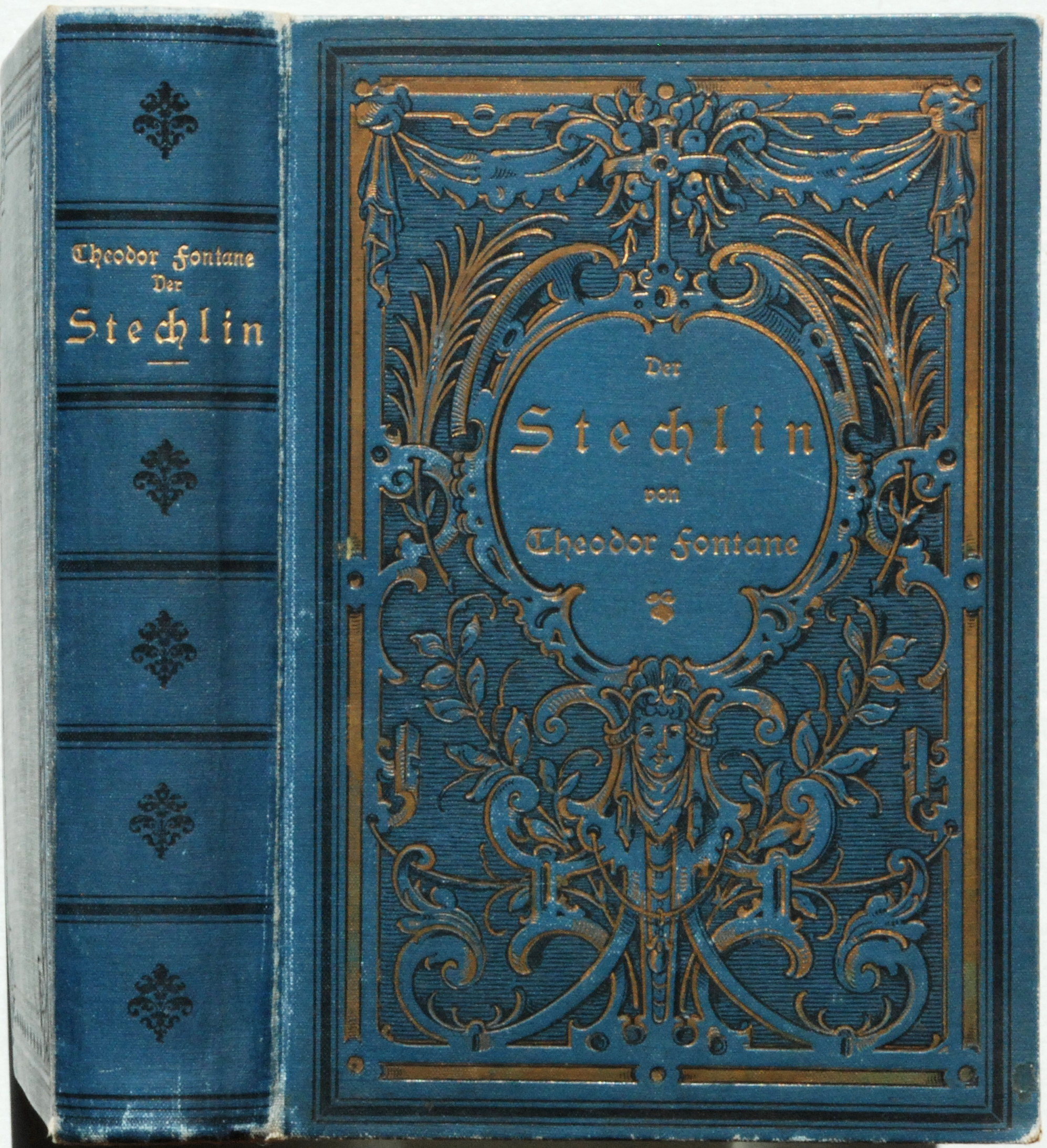
Omslag van de eerste druk.

In de tijd dat hij aan het boek werkte schreef Fontane onder andere het volgende over het boek:
- "In de winter heb ik een politieke roman geschreven (De adel zoals deze bij ons zou moeten zijn staat tegenover hoe zij is)." (8 juni 1896)
- Naar aanleiding van zijn roman Vor dem Sturm: Der Stechlin "is ook vaderlandslievend maar snijdt aan de andere kant van de worst en neigt meer naar een veredeling van August Bebel of Adolf Stoecker dan naar de oude Zieten en Blücher." (29 november 1897)
- "Mijn nieuwe, dikbuikige roman, waarnaar u zo vriendelijk verwijst, gaat bijna uitsluitend over deze vraag; de keizerlijke familie, regering, adel, leger, de wetenschappelijke wereld, allen zijn zij er oprecht van overtuigd dat vooral wij Duitsers een hoge cultuur vertegenwoordigen; ik bestrijd die opvatting..." (14 mei 1898)

## Edities
- Der Stechlin, in: Über Land und Meer (feuilleton verschenen van oktober tot december 1897)
- Der Stechlin (Berlijn: F. Fontane & Co., 1899) (eerste uitgave als boek)
- Klaus-Peter Möller (red.), Der Stechlin [=Große Brandenburger Ausgabe, Das erzählerische Werk deel 17] (Berlijn: Aufbau-Verlag, 2001)
- Stechlin. Roman van het oude en nieuwe Pruisen (Amsterdam: Bakker, 1997; 2e druk: Amsterdam: Atlas, 2007) [vertaald door Wilfred Oranje; het voorwoord bij de eerste druk is van Hans Ester, dat bij de tweede van Theo Kramer.]

## Verfilming
In 1975 werd de roman door de Norddeutsche Rundfunk verfilmd.